# オオサンショウウオ科
オオサンショウウオ科（オオサンショウウオか、Cryptobranchidae）は、両生綱有尾目に属する科。模式属はヘルベンダー属。

## 分布
アメリカ合衆国東部、中華人民共和国東部、日本（本州西部、九州北東部）

## 形態
現生最大種はスライゴオオサンショウウオで記録されている限り最大180cm。最小種はヘルベンダーで全長31-74cm。体形は扁平。尾はやや短く先端は側偏して鰭状になり、泳ぐのに適している。
眼は小型で、瞼はない。体側面の皮膚が襞状に伸長し、表面積を増やすことで皮膚呼吸に適していると考えられている。肺を持つ。四肢や指趾は短く頑丈で、前肢の指が4本、後肢の趾は5本。

## 分類
オオサンショウウオ属　Andrias
- Andrias davidianus　チュウゴクオオサンショウウオ　Chinese giant salamander
- Andrias japonicus　オオサンショウウオ　Japanese giant salamander
- Andrias cheni Qimen giant salamander
- Andrias jiangxiensis Jiangxi giant salamander
- Andrias sligoi スライゴオオサンショウウオ　South China giant salamander
- † Andrias scheuchzeri
- † Andrias matthewi

ヘルベンダー属　Cryptobranchus
- Cryptobranchus alleganiensis　ヘルベンダー　Hellbender

†（属）　Eoscapherpeton
- Eoscapherpeton asiaticum

†（属）　Aviturus
- Aviturus exsecratus

†（属）　Ulanurus
- Ulanurus fractus

†（属）　Zaissanurus
- Zaissanurus beliajevae

## 生態
流れの速い河川などに生息する。完全水生。岩や倒木の下を巣穴にする。危険を感じると匂いの強い粘着質を皮膚から分泌して身を守る。
食性は動物食で、魚類、甲殻類、貝類、ミミズなどを食べる。
繁殖形態は卵生。岩や倒木の下などに数珠状の卵を産む。

## 行動
オオサンショウウオは飼育下で52年生きたことがある。

### 食性
オオサンショウウオは水生昆虫、魚、カエル、カニ、エビなどを捕食する。 視力が低いため、頭と体にある感覚節を使って水圧の微細な変化を感知し、獲物を見つけることができる。

### 繁殖
繁殖期になると、サンショウウオは上流に移動し、メスが200個以上の卵を2つずつ産む。他の種に見られるような定型的な求愛行動がないため、オスは外で卵に精子をかけて受精させ、孵化するまで少なくとも3ヶ月間卵を守る。この段階で幼虫は、狩りをする準備ができるまで、目に見える形で蓄えられた脂肪を食べる。準備が整うと、単独ではなく群れで狩りをする。
広島市安佐動物公園の科学者たちは最近、サンショウウオのオスが巣穴で複数のメスと産卵することを発見した。巣穴を占領し、守ることができるのは大型のオスだけである。彼らは他のオスや性的に不活発なメスから巣穴を守る。性的に活発なメスは歓迎される。また、「巣穴の主」のオスが2番目のオス（自分の巣穴を持たない「コンパニオン・オス」と呼ばれる小型のサンショウウオのオス）を巣穴に入れることもあるが、その理由は不明である。

## 人間との関係
オオサンショウウオ属の構成種は食用とされることもあった。
オオサンショウウオ属はワシントン条約附属書I類に掲載され、商業目的の国際的な流通は禁止されている。ヘルベンダーのみペットとして飼育されることもあり、日本にも輸入されている。
なお、この類の化石はヨーロッパからも発見されており、18世紀に発見されたものは、ノアの洪水で死んだヒトの化石と判断され、その学名は Homo diluvii testis (ラテン語でMan, a witness of the Delugeの意)と名付けられた。しかしシーボルトが日本から持ち帰ったオオサンショウウオの研究により、これが巨大な両生類であることをキュヴィエが見いだした。それにより、後に属名は Andrias （ヒトのようなもの）に変更されたが、発見者ヨハン・ヤーコブ・ショイヒツァーに敬意を表し Andrias scheuchzeri と名付けられた。ちなみにカレル・チャペックのSF小説である『山椒魚戦争』に登場するサンショウウオ（アンドリアス・ショイフツェリ）はこの子孫であるということになっている。

## 画像

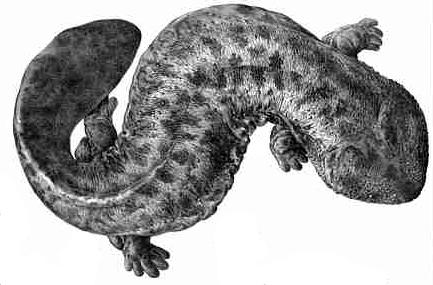
オオサンショウウオ A. japonicus